# Dale (Indiana)
Pour les articles homonymes, voir Dale.
Dale est une commune du comté de Spencer, situé dans l'Indiana, aux États-Unis. Sa population était de 1 593 habitants au recensement de 2010.